# Puckleov top
Puckleov top je bila britanska strojnica na kremen koju je konstruirao James Puckle. Imala je prsten za punjenje sličan revolveru u koji se moglo postaviti devet metaka. Cijela strojnica je bila postavljena na tronožac. Konstruirana je kako bi bila prenosiva. Puckle je predstavio dvije verzije osnovnog dizajna, nazvanog obrambeni top (eng. Defence Gun). Jedno oružje, namijenjeno za uporabu protiv kršćanskih neprijatelja je ispaljivalo konvencionalne metke, dok je druga verzija namijenjena uporabi protiv muslimana ispaljivalo uglate metke za koje se vjerovalo da uzrokuje bolnije i razornije rane od zaobljenih. Puckle nije uspio privući investitore i oružje nikada nije ušlo u masovnu proizvodnju.